# Paraninfo de la Universidad de Zaragoza
El Paraninfo de la Universidad de Zaragoza es un conjunto de edificios construido por Ricardo Magdalena en 1893 según su proyecto de 1886 y diseñado para las facultades de Medicina y Ciencias de la Universidad de Zaragoza. En su construcción colaboraron múltiples profesionales y artistas, como los escultores Jaime Lluch y Dionisio Lasuén, el rejero Martín Rizo, la fundición Averly y la vidriera Quintana.

## Descripción
En la construcción se utilizó con maestría diversos materiales, entre los que destaca el ladrillo de tono melado en fábrica vista de las fachadas. Empleó la estructura metálica explotando sus aspectos decorativos y realizó la fábrica de ladrillo, la mampostería de piedra de los sótanos. La portada es de piedra, con disposición de arco de triunfo, rematado en exiguo frontón. A sus pilastras se adosan a las estatuas sedentes sobre sillones falsos de tamaño natural y ejecutados en piedra, de cuatro médicos y científicos, Andrés Piquer, Miguel Servet, Ignacio Jordán de Asso y Fausto de Elhuyar. Las dos centrales son de Dionisio Lasuén y las de los extremos de Jaime Lluch.
Presenta el edificio principal una gran planta rectangular, con gran patio central, que se articula en las fachadas laterales y posteriores por medio de exedras, y en la principal por un cuerpo rectangular que avanza, precedido de una escalinata.
Tanto en planta como en los elementos formales utilizados, Ricardo Magdalena planeó su obra inspirándose en la arquitectura palaciega aragonesa, apostando algunos elementos novedosos de raigambre clásica como son las exedras laterales y posteriores.
El mirador de arquillos trasdosados de la última planta, el alero de madera de gran vuelo y el tratamiento de los cuatro extremos del edificio a modo de torreones, lo plantan como una forma de palacio urbano.
En el interior, desde la escalera imperial se accede al paraninfo con abundante decoración ecléctica.
El edificio es la obra maestra de Ricardo Magdalena y origen y punto de arranque de toda la arquitectura regionalista que se realiza en la ciudad, desde la que constituye sin duda su mejor ejemplo.
Alberga el Museo de Ciencias Naturales y es Paraninfo y Biblioteca de la Universidad.
El 15 de octubre de 2002 el Rector de la Universidad de Zaragoza, Felipe Pétriz descubrió la placa que bautizó una de las salas del Paraninfo Universitario con el nombre de Amparo Poch. La Universidad de Zaragoza expresaba el reconocimiento de la institución al trabajo de una de sus primeras licenciadas en Medicina en favor de la dignidad de los seres humanos.
Es un Bien de Interés Cultural (BIC).
En 1905, el mismo Ricardo Magdalena diseñó un nuevo edificio destinado a depósito judicial de cadáveres (Instituto Anatómico Forense) para ser incorporado al conjunto. Fue inaugurado en 1908.
Desde el año 2006 se utiliza como ludoteca infantil.

## Galería de imágenes

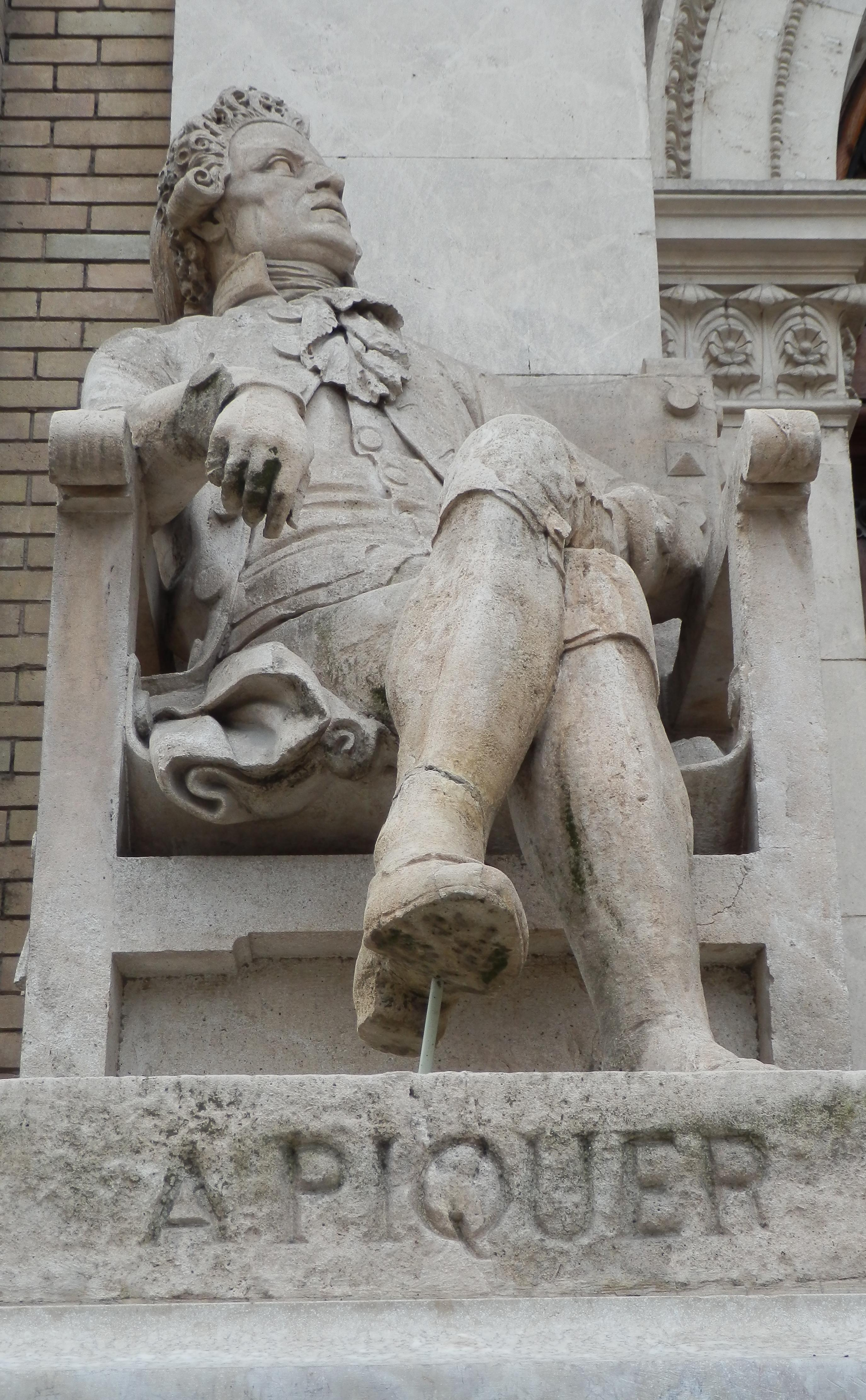
Andrés Piquer
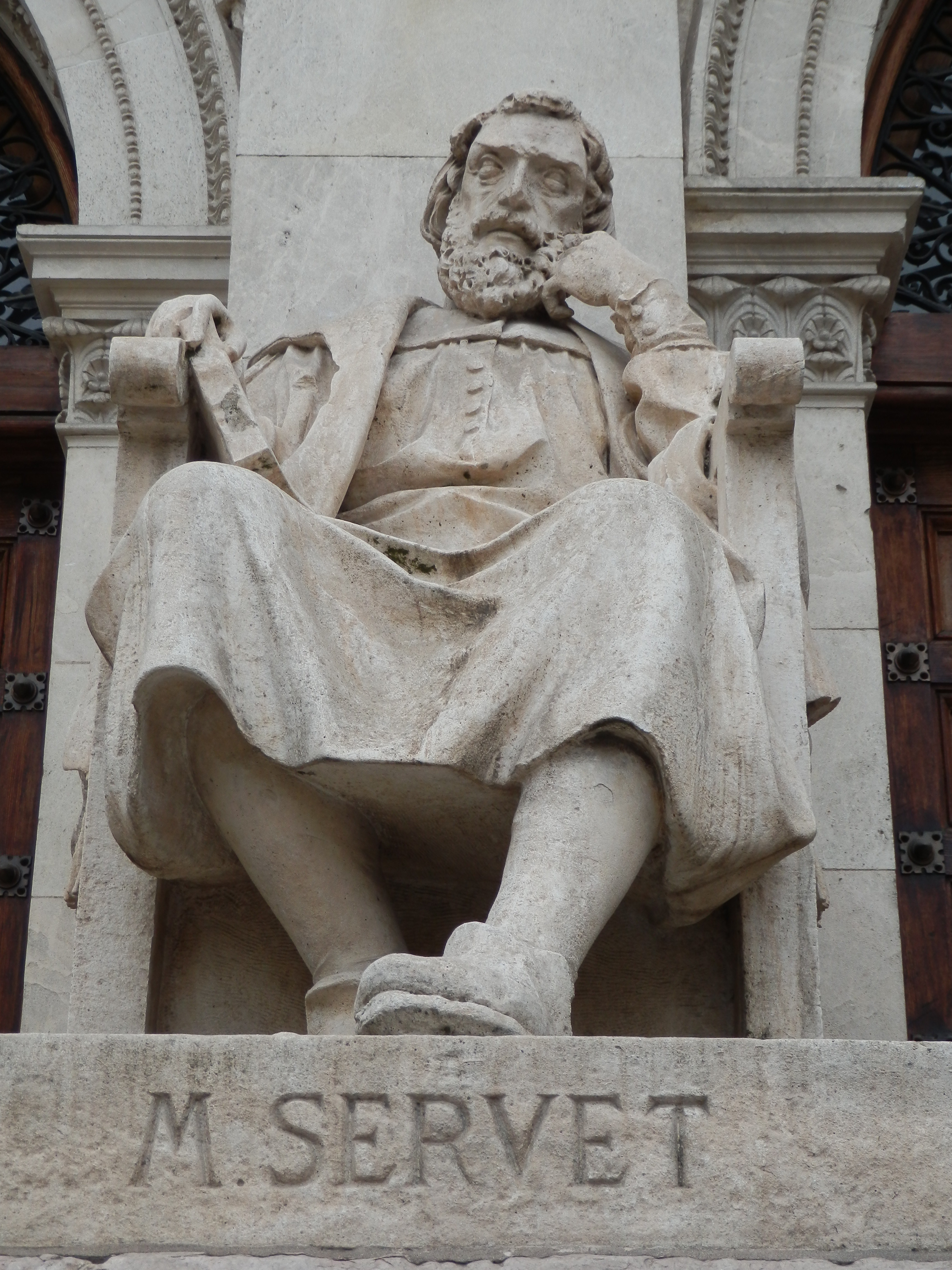
Miguel Servet
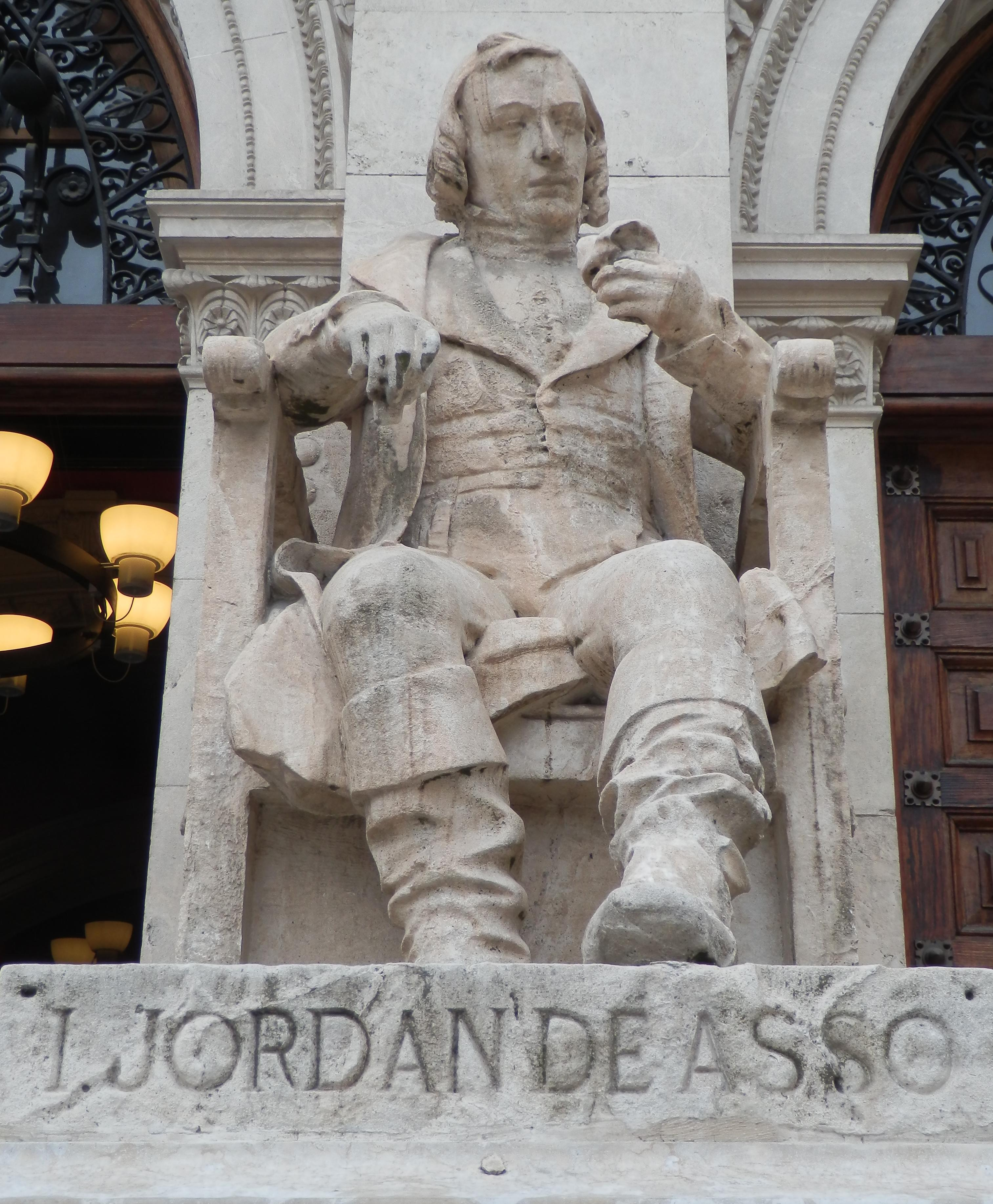
Ignacio Jordán de Asso
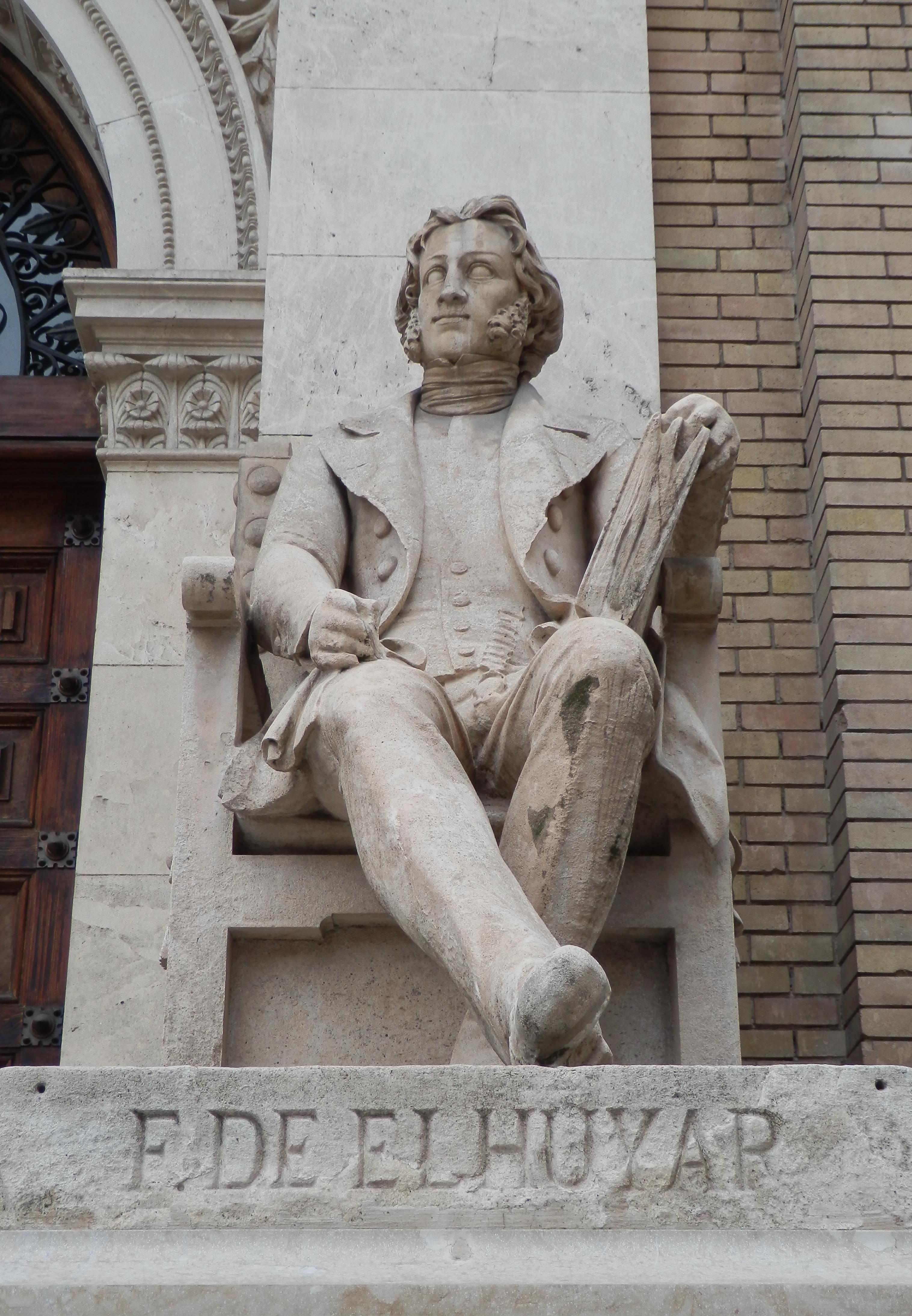
Fausto Delhuyar
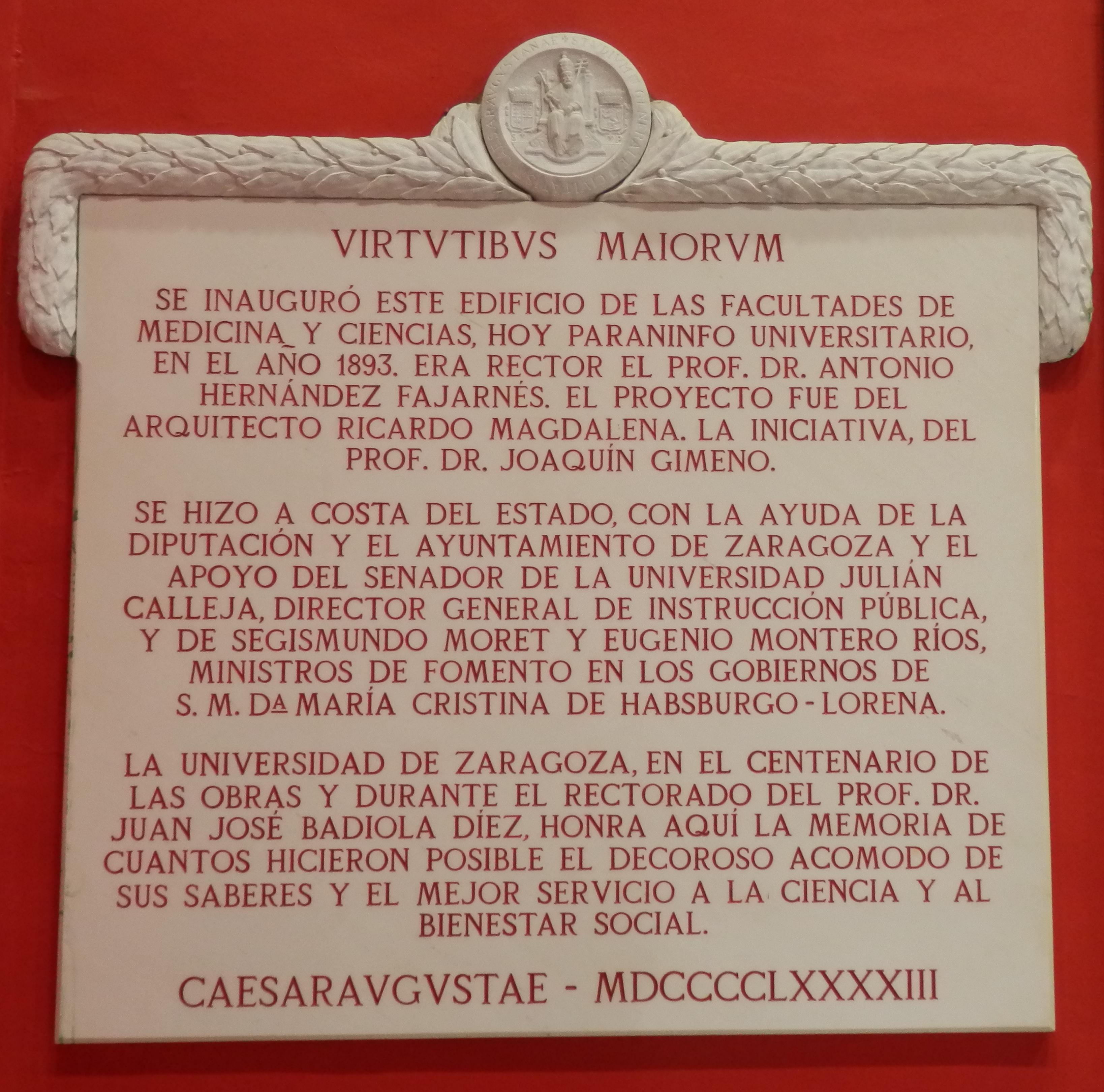
Placa conmemorativa del centenario